# Aeroporto Internazionale Chhatrapati Shivaji
L'Aeroporto Internazionale Chhatrapati Shivaji (in marathi: छ्त्रपती शिवाजी अंतरराष्ट्रीय विमानतळ; in inglese: Chhatrapati Shivaji International Airport) e precedentemente Sahar International Airport, è l'aeroporto indiano della città di Mumbai da cui dista 14 chilometri. È intitolato al maragià dei Maratti Chhatrapati Shivaji (1627-1680), condottiero e principe indiano.
Lo scalo comprende 4 terminal che insieme a tutte le altre strutture compongono l'area aeroportuale che si estende per ben 5,9 km². Si tratta dell'aeroporto più grande di tutta l'India.
L'aeroporto è un importante hub per diverse compagnie, che vi fanno transitare più di 40 milioni di passeggeri all'anno.